# 토크 (영화)
《토크》(영어: Torque)는 미국에서 제작된 2004년 액션 영화이다. 조지프 칸의 장편 영화 감독 데뷔작이다. 마틴 헨더슨, 아이스 큐브 등이 출연하였고, 닐 H. 모리츠 등이 제작에 참여하였다.

## 줄거리
바이커 케리는 바이커 갱단 헬리언스 두목 헨리의 계략에 빠져 다른 바이커 갱단 리퍼스 두목 트레이의 동생 주니어를 죽였다는 누명을 쓰고 트레이 무리와 FBI 요원들에게 쫓긴다.    

## 출연
- 마틴 헨더슨 - 케리 포드 역
- 아이스 큐브 - 트레이 월리스, 리퍼스 두목 역
- 모네이 메이저 - 셰인, 케리의 전 여자친구 역
- 애덤 스콧 - FBI 요원 제이 맥퍼슨 역
- 맷 슐즈 - 헨리 제임스, 헬리언스 두목 역
- 제이 허낸데즈 - 돌턴, 케리의 절친 역
- 윌 윤 리 - 밸, 케리의 절친 역
- 제이미 프레슬리 - 차이나, 헨리의 여자친구 역
- 맥스 비즐리 - 루서, 헨리의 오른팔 역
- 크리스티나 밀리안 - 니나 역
- 페이즌 러브 - 서니 역
- 저스티나 머차도 - FBI 요원 테히아 헨더슨 역

## 기타 제작진
- 공동 제작: 그레그 사프
- 협력 제작: 나윈 오토
- 배역: 세라 핀, 랜디 힐러
- 미술: 피터 J. 햄프턴
- 의상: 엘리사베타 베랄도
- 특수 효과: 에릭 더스트